# Свидетели (фильм, 2018)
«Свидетели» (англ. Witnesses) — военно-историческая драма режиссёра Константина Фама, состоящая из трёх киноновелл: «Туфельки», «Брут» и «Скрипка», объединённых общей концепцией и посвящённых памяти жертв Холокоста. Также встречается под названием Киноальманах «Свидетели».

## Концепция
По словам режиссера, целью картины является рассказ о трагических событиях 1933—1945 годов и напоминание молодому поколению о случившейся трагедии с целью её предотвращения в будущем.

Этот фильм я посвящаю памяти своих родственников, которые погибли и пропали без вести во время Второй Мировой войны, а также памяти шести миллионов жертв Холокоста. Я всем сердцем желаю, чтобы подобная трагедия не повторилась.— Константин Фам
Примечательной особенностью картины является её новельная структура и тот факт, что каждая из новелл имела свою уникальную историю и кинофестивальный успех. «Туфельки», «Брут» и «Скрипка» — все части фильма были претендентами на премию «Оскар» в категории «Лучший игровой короткометражный фильм», а также победителями множества российских и международных кинофестивалей.

## История создания
В 2012 году был создан короткометражный фильм «Туфельки», посвященный памяти жертв Холокоста, который был тепло воспринят зрителями и имел фестивальный успех. Режиссёр фильма Константин Фам принял решение развивать идею «необычного взгляда» на Холокост и создать полнометражный фильм, в который помимо «Туфелек», войдут ещё две новеллы — «Брут» и «Скрипка».
Презентация фильма прошла на 66-м Каннском кинофестивале, где также в рамках Short Film Corner, были показаны презентационные материалы к новелле «Брут».
В продюсерскую группа фильма вошли кинематографисты из России, Белоруссии, Израиля и США.
9 ноября 2013 года на 34-м Американском Кинорынке состоялся специальный питчинг новых проектов. Фильм «Свидетели» при поддержке Роскино стал единственным российским проектом, представленным на питчинге.
Фильм создан при финансовой поддержке Министерства культуры Российской Федерации.

## «Туфельки»
Фильм «Туфельки» стал первой новеллой военно-исторической драмы «Свидетели». Сюжет фильма разворачивается в 30-х-40-х годах XX века и рассказывает об истории пары женских туфелек, которая начинается в витрине магазина и трагически обрывается в братской могиле обуви концлагеря «Освенцим».
В новелле «Туфельки» главной героиней является обувь — женские туфельки. В кадре не видно лиц и отсутствуют диалоги. Весь фильм сопровождается оригинальной симфонической музыкой.
Съёмки кинофильма проходили на территории Белоруссии, Польши, Чехии и Франции. Картина имела фестивальный успех как в России, так и за рубежом. Единственный российский короткометражный фильм, выдвинутый на соискание премии «Оскар» в 2013 году.

## «Брут»
События в фильме «Брут» (по рассказу Людвика Ашкенази) рассказываются «глазами собаки». Этот особенный взгляд позволяет по-другому увидеть человеческие ценности.
Война, расовые законы, человеческая жестокость разлучают немецкую овчарку по кличке Брут с любимой хозяйкой. Из питомника он в качестве сторожевого пса попадает в концлагерь, где в процессе дрессировки и психологических манипуляций из безобидного домашнего питомца превращается в собаку-убийцу.
Презентация концепта новеллы «Брут» прошла в рамках 66-го Каннского кинофестиваля. Там же появилась информация о том, что главную роль в картине может исполнить одна из голливудских актрис еврейского происхождения, — Мила Кунис или Натали Портман.
27 июня 2013 года «Брут» выиграл сценарный питчинг 35-го Московского Международного Кинофестиваля при Молодёжном центре
Союза кинематографистов России. Из 418 присланных на конкурс заявок отборочной комиссией Молодёжного центра составлен лонг-лист из 22 проектов полнометражных игровых фильмов и ТВ проектов и 23 проекта короткометражного кино. Специальным гостем и экспертом Питчинга был Никита Сергеевич Михалков.
Сценарий к «Бруту» написал Сергей Рахлин — первый русскоязычный журналист, принятый в Ассоциацию иностранной прессы Голливуда, на сегодня — исполнительный секретарь премии «Золотой глобус».
Съёмки фильма прошли на территории России, Румынии и Белоруссии. В производстве приняли участие кинематографисты из России, Румынии, Израиля, США, Молдавии и Беларусии. Главные роли исполнили Оксана Фандера, Филипп Янковский, Владимир Кошевой, Анна Чурина и Марта Дроздова.
Премьера фильма состоялась на Московском Международном кинофестивале в июне 2016 года.

## «Скрипка»
Мир третьей новеллы «Скрипка» целиком строится вокруг уникального музыкального инструмента.
Третья новелла «Скрипка» (по рассказу Йоси Тавора) рассказывает об удивительной судьбе скрипки, прошедшей через все ужасы войны. История начинается в скрипичной мастерской Нюрнберга, где в начале XX века создается скрипка, предназначенная в подарок еврейскому мальчику, и заканчивается спустя много лет концертом у Стены Плача.
Премьера фильма состоялась в рамках Конкурсной программы 39-го ММКФ. Фильм «Скрипка» также выдвигался на кинопремию «Оскар» в категории «Лучший игровой короткометражный фильм» и получил награду имени Веры Глаголевой на Втором Сочинском Международном Кинофестивале.

## Партнёры
- Федерация еврейских общин России[20]
- Российский еврейский конгресс
- Центр документального кино
- Молодёжный Центр Союза Кинематографистов Российской Федерации
- Роскино

## Примечание
1. ↑  Константин Фам и его «Свидетели»: скоро в Израиле. newsru.co.il. Дата обращения: 26 февраля 2018. Архивировано 27 февраля 2018 года.
2. ↑  Премьера фильма «Свидетели», созданного при поддержке ФЕОР, состоится в День памяти жертв Холокоста Архивная копия от 26 февраля 2018 на Wayback Machine.lechaim.ru.
3. ↑  Режиссёр «Туфелек» летом приступит к съемкам продолжения проекта о жертвах Холокоста Архивировано 18 декабря 2013 года.
4. ↑  Презентации проекта «Свидетели» прошла на кинорынке в Канне. РИА Новости. Дата обращения: 5 декабря 2013. Архивировано 10 декабря 2013 года.
5. ↑  Беларусь совместно с Израилем и США примет участие в съемках киноальманаха «Свидетели» о войне и Холокосте. NAVINY.BY — белорусские новости/
6. ↑  Компания РОСКИНО представила альманах Константина Фама «Свидетели» на конференции-питчинге и приняла участие в Локейшн-шоу. РОСКИНО. Дата обращения: 5 декабря 2013. Архивировано из оригинала 9 октября 2019 года.
7. ↑  Фильм молодого режиссёра Константина Фама выдвинут на «Оскар» одновременно со «Сталинградом» Федора Бондарчука. НОВАЯ ГАЗЕТА. Дата обращения: 22 ноября 2013. Архивировано 19 ноября 2013 года.
8. ↑  Короткометражка «Туфельки» поборется за номинацию на «Оскар». РИА Новости. Дата обращения: 22 ноября 2013. Архивировано 13 ноября 2013 года.
9. ↑  В Каннах прошла презентация нового проекта Константина Фама. Молодёжный центр СКРФ Архивировано 11 декабря 2013 года.
10. ↑  Натали Портман может сыграть главную роль в совместном белорусском фильме «Брут». БЕЛТА — новости Беларуси Архивировано 18 декабря 2013 года.
11. ↑  Обзор питчинга дебютных проектов. proficinema.ru. Дата обращения: 4 ноября 2017. Архивировано 7 ноября 2017 года.
12. ↑  При поддержке ФЕОР идут съемки художественного фильма о Холокосте. Интерфакс. Дата обращения: 22 декабря 2016. Архивировано 24 сентября 2015 года.
13. ↑  Завершаются съемки фильма «БРУТ» из трилогии «СВИДЕТЕЛИ». cinemaplex.ru. Дата обращения: 22 декабря 2016. Архивировано 13 октября 2016 года.
14. ↑  На ММКФ представили фильм «Брут» с Оксаной Фандерой и Филиппом Янковским. Tele.ru. Дата обращения: 22 декабря 2016. Архивировано 22 декабря 2016 года.
15. ↑  Конкурс короткометражных фильмов. 38 ММКФ. Дата обращения: 22 декабря 2016. Архивировано из оригинала 17 октября 2017 года.
16. ↑  39-й ММКФ: третий день.kinobusiness.com. Дата обращения: 26 февраля 2018. Архивировано 22 февраля 2018 года.
17. ↑  Российский фильм о Холокосте поборется за «Оскар». regnum.ru. Дата обращения: 26 февраля 2018. Архивировано 22 февраля 2018 года.
18. ↑  Музыка перед расстрелом: интервью с режиссером короткометражки «Скрипка» о Холокосте, которая выдвинута от России на «Оскар». tvrain.ru. Дата обращения: 26 февраля 2018. Архивировано 21 февраля 2018 года.
19. ↑  Короткометражный фильм «Скрипка» режиссёра Константина Фама получил награду имени Веры Глаголевой.glasnarod.ru. Дата обращения: 26 февраля 2018. Архивировано 9 октября 2019 года.
20. ↑  Художественный фильм о Холокосте снимается при поддержке Федерации еврейских общин России. NewsRU. Дата обращения: 25 августа 2015. Архивировано 16 августа 2015 года.